# برزیل در المپیک تابستانی ۱۹۸۰
برزیل در بازی‌های المپیک تابستانی ۱۹۸۰ که در شهر مسکو اتحاد جماهیر شوروی برگزار شد، کاروان برزیل با ۱۰۹ ورزشکار در این رقابت‌ها شرکت کرد و موفق به کسب ۴ مدال (۲ طلا، ۰ نقره، ۲ برنز) شد. در جدول رتبه‌بندی توزیع مدال‌ها، برزیل در ردهٔ ۱۷ مسابقات قرار گرفت.